# 三村晶子
三村 晶子（みむら あきこ、1957年〈昭和32年〉4月16日 - ）は、日本の裁判官。公正取引委員会委員。

## 来歴
東京都出身。1980年（昭和55年）、司法試験に合格。1981年（昭和56年）、東京大学法学部を卒業。同年4月、司法修習生。その後、旭川家庭裁判所判事補兼旭川地方裁判所判事補、東京地方裁判所判事補、最高裁判所事務総局刑事局付、横浜地方裁判所判事、東京地方裁判所判事兼東京高等裁判所判事職務代行、最高裁判所調査官、横浜地方裁判所判事、司法研修所教官、東京地方裁判所判事（部総括）、東京地方裁判所立川支部判事（部総括）などを歴任。
2014年（平成26年）8月17日、仙台家庭裁判所長に就任。
2015年（平成27年）6月8日、横浜家庭裁判所長に就任。2016年（平成28年）2月21日、依願退官。翌2月22日、公正取引委員会委員に任命。任命後、委員として独占禁止法の運用に携わるなど、競争政策に尽力した。2021年（令和3年）2月22日、公正取引委員会委員に再任。

## 年譜
- 1980年（昭和55年）- 司法試験合格[2]
- 1981年（昭和56年）
  - 東京大学法学部卒業[3]
  - 4月 - 司法修習生[1]
- 1983年（昭和58年）4月12日 - 東京地方裁判所判事補[7]
- 1986年（昭和61年）
  - 4月1日 - 旭川家庭裁判所判事補兼旭川地方裁判所判事補[7]
  - 4月12日 - 旭川簡易裁判所判事（兼任）[7]
- 1989年（平成元年）4月1日 - 東京地方裁判所判事補兼東京簡易裁判所判事[7]
- 1990年（平成2年）4月1日 - 最高裁判所事務総局刑事局付（東京家庭裁判所判事補兼東京簡易裁判所判事）[7]
- 1992年（平成4年）4月1日 - 東京簡易裁判所判事兼東京地方裁判所判事補[7]
- 1993年（平成5年）4月12日 - 	横浜地方裁判所判事兼横浜簡易裁判所判事[7]
- 1995年（平成7年）4月1日 - 東京地方裁判所判事兼東京簡易裁判所判事[7]
- 1996年（平成8年）4月12日 - 東京地方裁判所判事[7]
- 1998年（平成10年）4月1日 - 	最高裁裁判所調査官（東京地方裁判所判事）[7]
- 2003年（平成15年）4月1日 - 	横浜地方裁判所判事兼横浜簡易裁判所判事[7]
- 2004年（平成16年）3月22日 - 司法研修所教官（東京地方裁判所判事兼東京簡易裁判所判事）[7]
- 2008年（平成20年）4月1日 - 東京地方裁判所部総括判事兼東京簡易裁判所判事[7]
- 2012年（平成24年）12月28日 - 東京地家裁立川支部部総括判事兼東京簡易裁判所判事[7]
- 2013年（平成25年）4月12日 - 東京地方裁判所・家庭裁判所立川支部部総括判事[7]
- 2014年（平成26年）8月17日 - 仙台家庭裁判所長[1][6][7]
- 2015年（平成27年）6月8日 - 横浜家庭裁判所長[4][7]
- 2016年（平成28年）
  - 2月21日 - 依願退官[5][7]
  - 2月22日 - 公正取引委員会委員に任命[8]
- 2021年（令和3年）2月22日 - 公正取引委員会委員に再任[9]